# Холь ха-Моэд
Холь ха‐Моэд (ивр. חול המועד‎) — дословно переводят как «будни праздника». Это дни между первым и седьмым днями праздников Песах и Суккот.

## Описание
В шаббат Холь ха‐Моэд Песаха читают Песнь Песней, а Суккота — Кохэлет (Книга Екклесиаста). Эти дни приходятся на 17—20 числа еврейского месяца Нисан. Поскольку в диаспоре праздники Торы удваивают, то второй день Суккота и Песаха в Земле Израильской является Холь ха-Моэдом, а в диаспоре оказывается праздником.
Еврейские праздники отличают от других дней не только строго установленным для каждого праздника ритуалом, который снова позволяет воссоздать события, которые легли в основу праздника, но и особым отношением к работе. В дни праздников всякая работа — запрещена. Официально у дней Холь ха‐Моэд — статус полупраздников. В эти дни можно делать только такую работу, которую трудно перенести на другое время. В государстве Израиль в эти дни обычно музеи работают бесплатно.
Более святыми днями являются праздники Торы (в эти дни запрещена всякая работа, кроме приготовления пищи или помощи больным) — Рош а-Шана, Песах, Шавуот, Суккот, Шмини Ацерет и Симхат Тора. Во времена Храма, по крайней мере в один из трёх праздников года (Песах, Шавуот, Суккот), еврей совершал паломничество в Иерусалим.
Менее важными, чем Холь-ха-Моэд, считают дни Рош Ходеш («новомесячие»). Некоторые предпочитают в эти дни не работать, так как этот праздник тоже выделен Торой, но работу в эти дни грехом не считают.